# Scott Cooper (Regisseur)

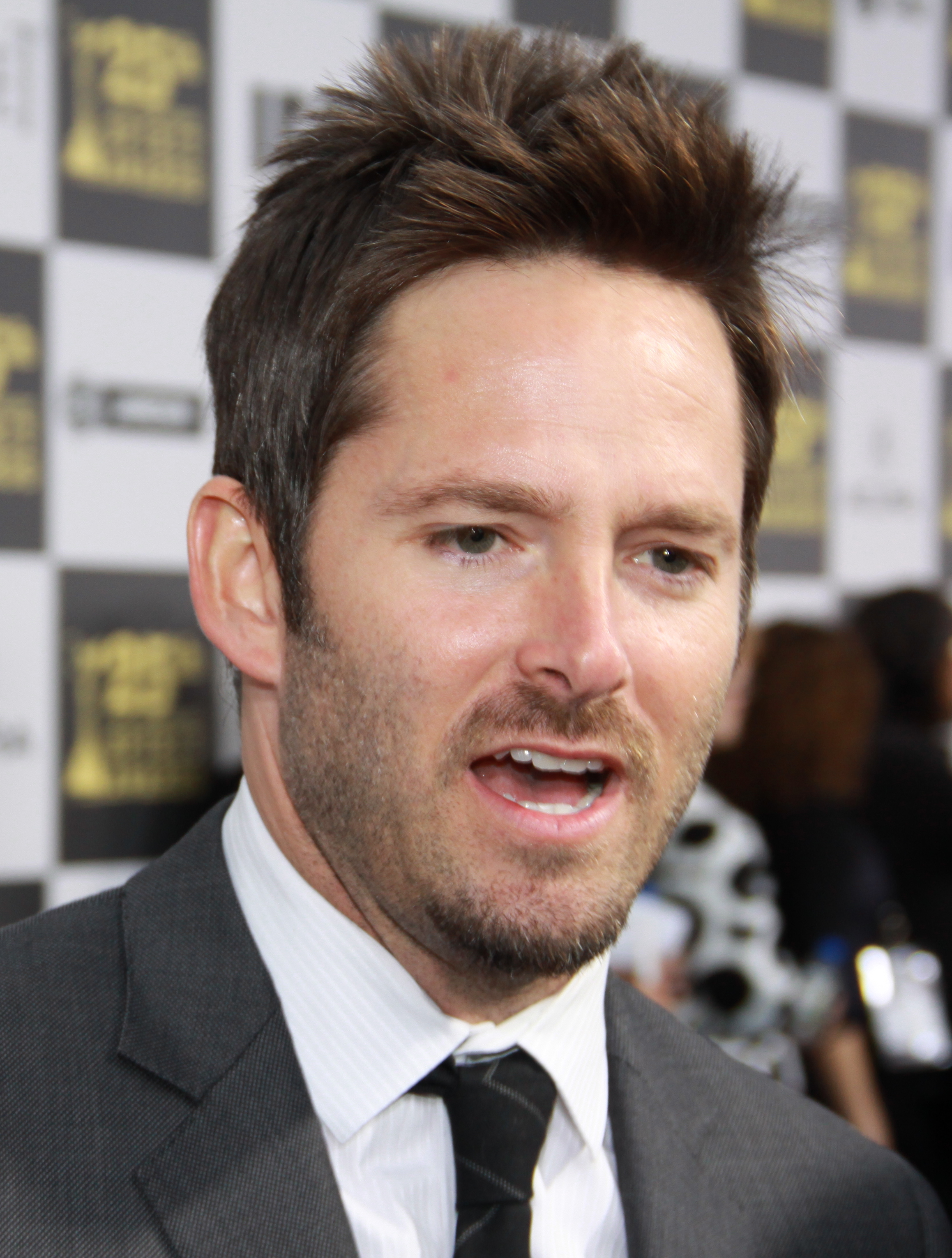
Cooper bei den Independent Spirit Awards 2010

Scott Cooper (* 1970 in Abingdon, Virginia) ist ein US-amerikanischer Filmregisseur, Produzent, Drehbuchautor und Schauspieler.

## Karriere
Cooper machte nach seinem High-School-Abschluss in seiner Geburtsstadt eine Schauspielausbildung am Lee Strasberg Theatre and Film Institute New York und studierte am Hampden–Sydney College in Virginia.
Seine eher unbedeutende Schauspielerkarriere mit Minirollen in Austin Powers – Spion in geheimer Missionarsstellung, Akte X – Die unheimlichen Fälle des FBI und Broken Trail trug immerhin insofern Früchte, als er bei den Dreharbeiten zum Bürgerkriegsdrama Gods and Generals den Schauspieler Robert Duvall kennenlernte, mit dessen Hilfe er 2009 seinen ersten großen Spielfilm, Crazy Heart, als Regisseur drehen konnte. Dieser bekam sehr gute Kritiken und war erfolgreich; Hauptdarsteller Jeff Bridges gewann den Golden Globe und den Oscar als bester Hauptdarsteller.
2013 kam sein zweiter Spielfilm, der Thriller Auge um Auge mit Christian Bale, Casey Affleck, Woody Harrelson, Zoë Saldaña, Forest Whitaker, Willem Dafoe und Sam Shepard ins Kino. Er wurde von Ridley Scott und Leonardo DiCaprio produziert, bekam aber nur 52 Prozent Zustimmung bei Rotten Tomatoes und wurde mit nur 5,3 Millionen US-Dollar an Einnahmen am Eröffnungswochenende als Flop bezeichnet.
Coopers nächster Film Black Mass widmete sich dem Leben des Gangsters James J. Bulger. Die Hauptrolle übernahm Johnny Depp. Der Film wurde am 4. September 2015 auf den Internationalen Filmfestspielen von Venedig außer Konkurrenz gezeigt.

## Filmografie (Auswahl)
Als Schauspieler
- 1999: Austin Powers – Spion in geheimer Missionarsstellung (Austin Powers: The Spy Who Shagged Me)
- 1999: Akte X – Die unheimlichen Fälle des FBI (The X-Files, Fernsehserie, Episode 7x05)
- 2001: The District – Einsatz in Washington (The District, Fernsehserie, Episode 2x01)
- 2006: Broken Trail (Miniserie)

Als Regisseur
- 2009: Crazy Heart
- 2013: Auge um Auge (Out of the Furnace)
- 2015: Black Mass
- 2017: Feinde – Hostiles (Hostiles)
- 2021: Antlers
- 2022: Der denkwürdige Fall des Mr Poe (The Pale Blue Eye, auch Drehbuch und Produktion)